# رايلي ماتسون
رايلي ماتسون (بالإنجليزية: Riley Mattson)‏ هو لاعب كرة قدم أمريكية أمريكي، ولد في 18 ديسمبر 1938 في بورتلاند في الولايات المتحدة.

## وصلات خارجية
- رايلي ماتسون على موقع مرجع كرة القدم المحترفة.كوم (الإنجليزية)